# Striga magnibracteata
Striga magnibracteata är en snyltrotsväxtart som beskrevs av Fischer och I.Darbysh.. Striga magnibracteata ingår i släktet Striga och familjen snyltrotsväxter. Inga underarter finns listade i Catalogue of Life.